# Хлопкув (Люблінське воєводство)
Хлопкув (пол. Chłopków) — село в Польщі, у гміні Фрамполь Білґорайського повіту Люблінського воєводства.
Населення — 335 осіб (2011).
У 1975-1998 роках село належало до Замойського воєводства.

## Демографія
Демографічна структура станом на 31 березня 2011 року:
|          | Загалом | Допрацездатний вік | Працездатний вік | Постпрацездатний вік |
| -------- | ------- | ------------------ | ---------------- | -------------------- |
| Чоловіки | 160     | 19                 | 112              | 29                   |
| Жінки    | 175     | 33                 | 76               | 66                   |
| Разом    | 335     | 52                 | 188              | 95                   |